# Voay
Voay es un género extinto de cocodrilos de la familia Crocodylidae. Se han encontrado numerosos subfósiles en Madagascar, incluyendo cráneos completos, vértebras y osteodermos de lugares como Ambolisatra y Antsirabe. Se especula que pudo extinguirse, a la vez que otras muchas especies como el pájaro elefante, tras la llegada del ser humano a Madagascar hace unos 2000 años.

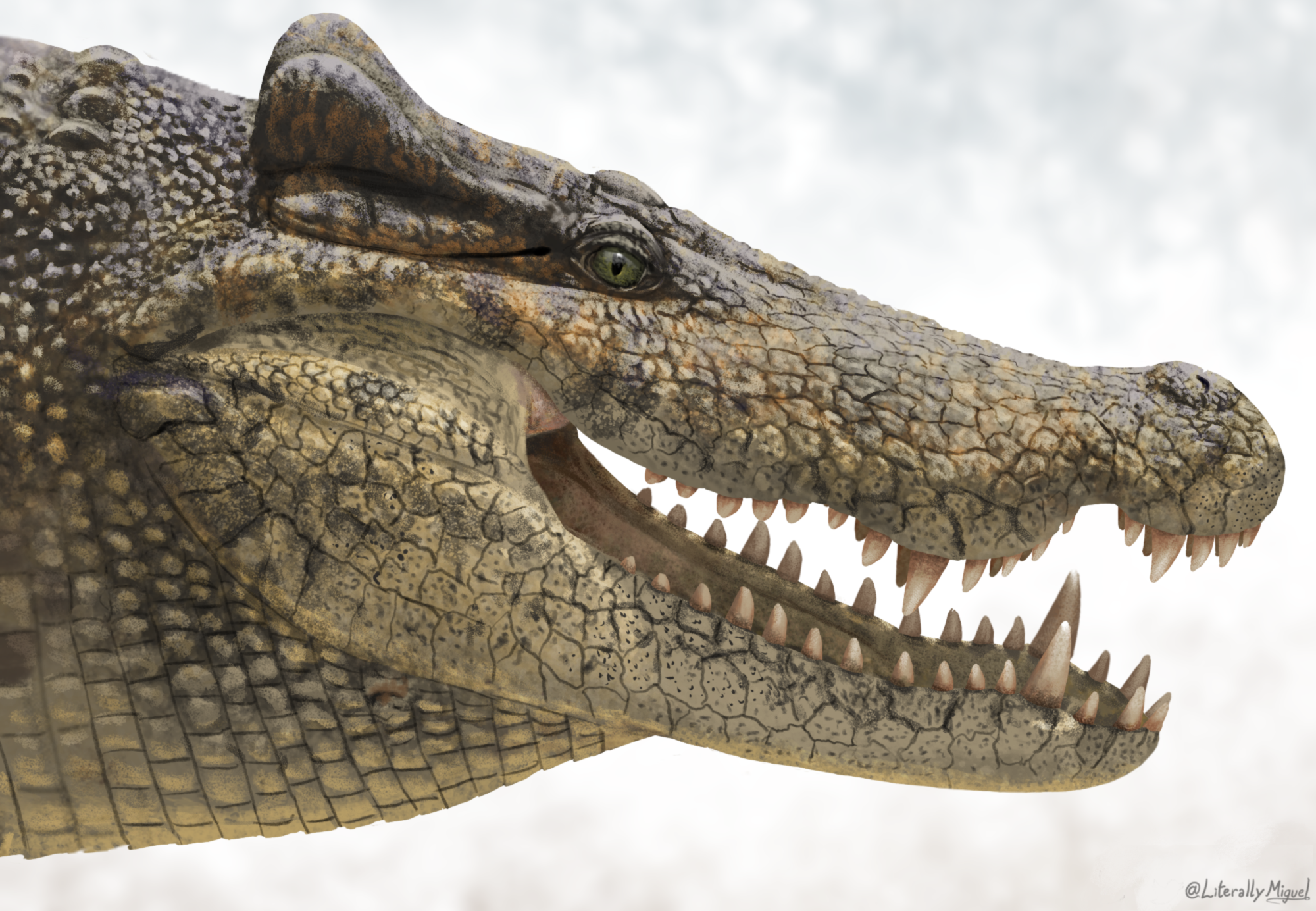
Reconstrucción en vida

Su tamaño y comportamiento serían similares al del actual cocodrilo del Nilo, con el que comparte tantas cosas que debió haber habido una gran competitividad entre ellos si hubieran coexistido; algunos autores piensan que Crocodylus ocupó en Madagascar el nicho ecológico libre tras la extinción de Voay.

## Descripción
Una característica propia de Voay robustus, que le distingue de otros cocodrilos es la presencia de "cuernos" prominentes que se extienden desde la parte posterior del cráneo, concretamente desde el hueso escamoso. Otros cocodrilos como Aldabrachampsus tenía estructuras óseas similares, aunque menos pronunciadas. Otra característica diagnóstica es la casi exclusión del hueso nasal de las narinas. Tiene un morro más corto que el Crocodylus niloticus, así como extremidades más robustas. Los osteodermos también presentan un aspecto diferente.
Voay robustus habría alcanzado un tamaño de 5 metros y un peso de 170kg. Estas estimaciones sugieren que V. robustus fue el mayor predador de Madagascar en el pasado reciente. 

## Filogenia
Cuando Voay robustus se describió por primera vez en 1872, se encuadró en el género Crocodylus. Sin embargo, ahora se sabe que tenía más en común con Osteolaemus que con Crocodylus, aunque no tanto como para clasificarlo en ese género, por lo que se creó el nuevo género en 2007.